# Issomimus meruanus
Issomimus meruanus är en insektsart som beskrevs av Jacobi 1910. Issomimus meruanus ingår i släktet Issomimus och familjen Dictyopharidae. Inga underarter finns listade i Catalogue of Life.